# Khaby Lame
Khabane Lame (født 9. marts 2000 i Senegal) er en senegalesisk-italiensk TikTok-berømthed. Han blev kendt for sin TikTok-konto med korte komiske sketches, som indeholder mennesker, der komplicerede simple opgaver uden grund. Det er den mest fulgte TikTok-konto siden juni 2022.

## Opvækst og karriere
Lame blev født i Senegal den 9. marts 2000. Hans familie flyttede til et almen boligkompleks i Chivasso, Italien, da Lame var et år gammel. Han har tre brødre.
Lame arbejdede som CNC-maskineoperatør på en fabrik nær Torino, før han blev fyret i marts 2020.
Lame begyndte at lave videoer på TikTok i marts 2020 under COVID-19-pandemien. Han var model for magasinet DluiRepubblica i december 2020. Den 26. april 2021 overgik han Gianluca Vacchi som den mest fulgte italienske TikToker. Lame har mere end 119 millioner følgere på TikTok. Han har også mere end 75 millioner følgere på Instagram og har slået Chiara Ferragni som den mest fulgte italiener på platformen. Han er en af de mest fulgte TikToker i verden og den mest fulgte italienske TikToker.
I juli 2021 overgik han Addison Rae som den mest fulgte TikToker. I august 2021 optrådte Lame som medspiller i Juventus FC's annoncering af en ny spiller, Manuel Locatelli.

## Offentlig omtale
Taylor Lorenz og Jason Horowitz fra The New York Times tilskrev Lames succes til hans "eksperimenterede universelle hverdagsmenneske" og beskrev hans succes som forskellig fra de fleste TikTok-stjerner, idet han var "fuldstændig organisk." Samir Chaudry, grundlægger af The Publish Press, et nyhedsbrev med fokus på influenceres økonomi, udtalte, at Lames appel skyldtes, at han repræsenterede "ægthed frem for produktion" og "ikke er overdreven". Christina Ferraz, grundlægger af det amerikanske marketingbureau Thirty6Five, udtalte: "Man kan identificere sig med hans irritation, og følelserne er universelle." Lame har selv tilskrevet sin succes til sine humoristiske ansigtsudtryk og sin stilhed.
Han har nævnt Will Smith, Eddie Murphy og Checco Zalone som inspirationskilder.

## Privatliv
Lame annoncerede sin forlovelse med Zaira Nucci i oktober 2020. Siden 2021 har Lame boet i Milano med sin agent. Selvom han har boet i Italien, siden han var baby, har han stadig ikke et italiensk statsborgerskab, men er senegalesisk statsborger. Hans anslåede nettoformue er mellem $1,3 millioner og $2,7 millioner.